# Bruno Borralhinho
Bruno Borralhinho (Covilhã, 1982), é um maestro e violoncelista português.

## Biografia
O maestro e violoncelista português Bruno Borralhinho é e director artístico do Ensemble Mediterrain  e membro Orquestra Filarmónica de Dresden .
Para além das frequentes apresentações como maestro à frente do seu Ensemble Mediterrain (DE), dirigiu a Orquestra Sinfónica Portuguesa, a Orquestra de Câmara Portuguesa, a Orquestra Clássica do Sul, a Orquestra Clássica da Madeira, a Orquestra Clássica do Centro, a Filharmonie Bohuslava Martinu (CZ), a Orquestra Sinfônica do Paraná (BR), a Orquestra Sinfônica Municipal de Campinas (BR), a Deutsches Kammerorchester Berlin (DE), a Berliner Symphoniker (DE) e a Orquestra Filarmónica de Dresden (DE), e colaborou com solistas de prestígio internacional como Camilla Nylund, Tara Erraught, Sarah Maria Sun, Karolina Gumos, Adriane Queiroz, Lothar Odinius, Peter Bruns ou Javier Perianes.
Em 2022, a editora NAXOS lançou um CD inteiramente dedicado ao compositor Fernando Lopes-Graça, interpretado pela Orquestra Sinfónica Portuguesa dirigida por Bruno Borralhinho. Em 2018 Borralhinho gravou as sonatas de R. Strauss e Zemlinsky assim como canções de Mahler com o pianista Christoph Berner para a selo discográfico alemão ARS e, em 2016, a NAXOS lançou um CD dedicado à música portuguesa para violoncelo e orquestra, com Bruno Borralhinho como solista acompanhando pela Orquestra Gulbenkian (dir. Pedro Neves). Este álbum foi classificado como o melhor de 2016 por votantes de mais de 65 países nos 5 continentes do planeta, após votação pública internacional patrocinada pela The Violoncelo Foundation (Nova York/EUA). Em 2009 Bruno Borralhinho lançou o CD duplo "Pagina Esquecida", também inteiramente dedicado à música portuguesa, recebendo as melhores críticas na imprensa nacional e internacional.
Em 2011 concluiu um Master de Gestão Cultural na Universitat Oberta de Catalunya (Barcelona) e no mesmo ano foi um dos convidados do Atelier for Young Festival Managers em Izmir (Turquia), organizado pela EFA - European Festivals Association. Obteve o grau de Doutor em Humanidades -História, Geografia e Arte- na Universidad Carlos III (Madrid) em 2020. A sua investigação e tese tiveram como tema as relações entre o poder e o campo da música erudita -dita "clássica"- em Portugal ao longo do século XX.
Nasceu na Covilhã, onde estudou na Escola Profissional de Artes da Beira Interior com o Prof. Luis Sá Pessoa (1995-2000) e com o Prof. Rogério Peixinho (1994-1995). Estudou entre 2000 e 2006 com o Prof. Markus Nyikos na Universität der Künste de Berlim, onde concluiu a Licenciatura e a Pós-Graduação (Solista) com as máximas classificações e, posteriormente, complementou a sua formação em Oslo com o violoncelista norueguês Truls Mørk (2006-2007). Bruno Borralhinho frequentou também Masterclasses com Natalia Gutman, Antonio Meneses, Pieter Wispelwey, Anner Bylsma, Jian Wang, Martin Ostertag, Martin Löhr, Márcio Carneiro e Thomas Demenga, e foi bolseiro da Fundação Calouste Gulbenkian entre 2001 e 2005.
Apresenta-se regularmente como solista com orquestra, em recitais a solo, com piano e de música de câmara, sendo importante destacar a interpretação integral das Suites para Violoncelo Solo de J. S. Bach com o violoncelo Montagnana que pertenceu a Guilhermina Suggia (2008), a integral da obra de Beethoven para violoncelo e piano com o Stradivari que pertenceu ao Rei D. Luís (2012) e a integral dos concertos de Haydn (2014, solista e direção). Orientou até ao presente Masterclasses em Portugal, Espanha e Brasil.
Obteve o 1.º Prémio no Concurso de Instrumentos de Arco Júlio Cardona em 1999 e o 1.º lugar no Prémio Jovens Músicos, organizado pela RDP - Radio Difusão Portuguesa em 2001. Enquanto solista tocou acompanhado pela Orquestra Gulbenkian, Orquestra Sinfónica Portuguesa, Orquestra Metropolitana de Lisboa, Orquestra do Norte, Orquestra Clássica do Centro, Orquestra de Câmara Portuguesa, Orquestra Clássica do Sul, Orquestra Clássica da Madeira, Orquestra XXI, Orquestra Sinfônica Municipal de Campinas e Orquestra Sinfônica do Teatro Nacional Cláudio Santoro de Brasília.
Bruno Borralhinho integrou a Orquestra de Jovens Gustav Mahler e a Orquestra Mundial das Juventudes Musicais, tendo ocupado o lugar de 1.º Violoncelo-Solista nesta última. Foi ainda membro da Academia da Staatskapelle Berlin entre 2004 e 2006, orquestra residente da Ópera Estatal de Berlim, e estagiário na DSO - Deutsches Symphonie Orchester Berlin em 2003.

Ao longo da sua carreira, tocou em algumas das mais importantes salas de concerto por toda a Europa, Rússia, Estados Unidos, Canadá, Coreia do Sul, Japão e América do Sul, e trabalhou igualmente com conceituados maestros como Claudio Abbado, Daniel Barenboim, Franz Welser-Möst, Kurt Masur, Kent Nagano, Herbert Blomstedt, Christoph Eschenbach, Paavo Järvi e Andris Nelsons.